# جماعت احساساتی
«جماعت احساساتی» (به فرانسوی: Foule sentimentale) یک تک‌آهنگ مشهور پاپ از هنرمند اهل فرانسه، «الن سوشون» است که در سال ۱۹۹۳ میلادی منتشر شد.
در این ترانه الن سوشون، ریخت‌وپاش و تجمل‌گرایی جامعهٔ مصرفی امروزی را تقبیح می‌کند و در آن از «پل لو سولیتزر» و «کلودیا شیفر» به عنوان کسانی که رسانه‌ها از آنان استفادهٔ تجاری می‌کنند، نام می‌برد و همهٔ اینها را برای تماشاگران تلویزیونی مضر می‌داند.
منتقدان مجلهٔ موسیقی «پلاتین» این ترانه را «روشن و کارآمد» توصیف کردند.
در سال ۱۹۹۴ میلادی، این ترانه در «جشن برترین‌های موسیقی» برندهٔ «بهترین ترانهٔ سال» و در سال ۲۰۰۵ میلادی در همین مراسم، برندهٔ «بدیع‌ترین ترانه ۲۰ سال گذشته» شد.
«جماعت احساساتی» ۲۶ هفته در «جدول تک‌آهنگ‌های برتر فرانسه» باقی ماند و در ۱۲ فوریه ۱۹۹۴ به صدر این جدول راه یافت و مبدل به یکی از ماندگارترین ترانه‌های الن سوشون شد.
این ترانه بعدها توسط هنرمندان گوناگونی نظیر «فرانسیس کَبرِل»، «موران»، «زازی»، «مکسیم لوفورستی‌یر»، «کاترین لارا»، «میشل ژوناس» و خودِ الن سوشون بازخوانی شده است.